# Linnémonumentet

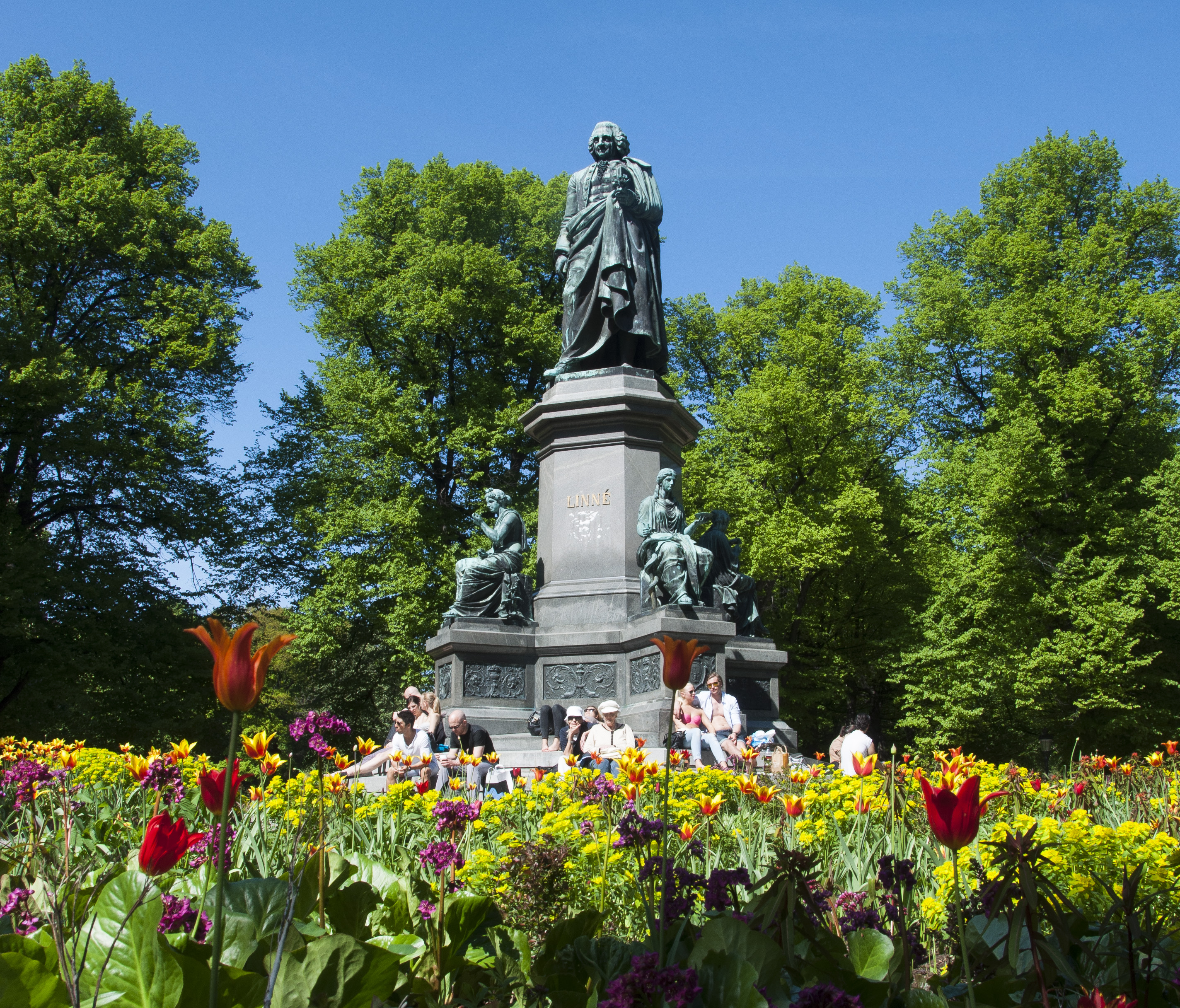
Linnémonumentet

Linnémonumentet är en statygrupp i Humlegården i Stockholms innerstad, föreställande Carl von Linné. Den utfördes av Frithiof Kjellberg och avtäcktes 1885. Runt monumentet anlades Linnéplanteringen med 21 000 växter. 

## Historik
Monumentet avtäcktes den 13 maj 1885. Det var en beställning från Kungliga vetenskapsakademin och utfördes av Frithiof Kjellberg. Akademin ville ursprungligen placera det utanför sin byggnad i det Westmanska palatset, framför Adolf Fredriks kyrka, men Kjellberg föreslog istället Humlegården vilket godkändes 1878.
Bronsstatyn porträtterar Linné som den åldrade vetenskapsmannen. I sin hand håller han boken Systema naturae och favoritblomman linnéa. Som förebild har Alexander Roslins berömda Linnéporträtt tjänat. Kjellberg iklädde Linné en slängkappa med djupa veck. På en av de förberedande skisserna hade Linné fått uppträda utan kappa, men Kjellberg gav härigenom monumentet större en plastisk tyngd och lugnare konturer. Carl Gustaf Qvarnströms Berzeliusstaty var med stor sannolikhet förebilden till detta grepp. På sockeln sitter fyra kvinnogestalter symboliserande botaniken, zoologin, medicinen och mineralogin. Botaniken har försetts med en blomma och ett förstoringsglas, medicinen med hygieiaskålen och asklepiosstaven, mineralogin med en kristall och ett manuskript medan zoologin håller en fjäril i ena handen.
Invigningen 1885 var en stor folkfest där staden smyckades med linneor. Motivet gick även att finna på diverse produkter såsom cigarraskar och punschflaskor.

## Linnéplanteringen
År 1886, våren efter statyns avtäckning, invigdes Linnéplanteringen runt monumentet. Den var en så kallad tapetgrupp och innehöll 21 000 växter i skiftande mönster och färger. Planteringen hade ritats av Stockholms första stadsträdgårdsmästare, Alfred Medin. Han beskrev planteringen med orden "De färgrika och dyrbara grupperna tillvunno sig välförtjänt uppmärksamhet och de vittnade tillika om den offervillighet som Stockholms stads kommun plägar visa när det gäller att med blommor och andra dekorativa växter pryda stadens förnämsta promenadplatser."
Inför 300-årsfirandet av Linné 2007 återskapades delar av planteringen av Stockholms stad.

## Replik i Chicago

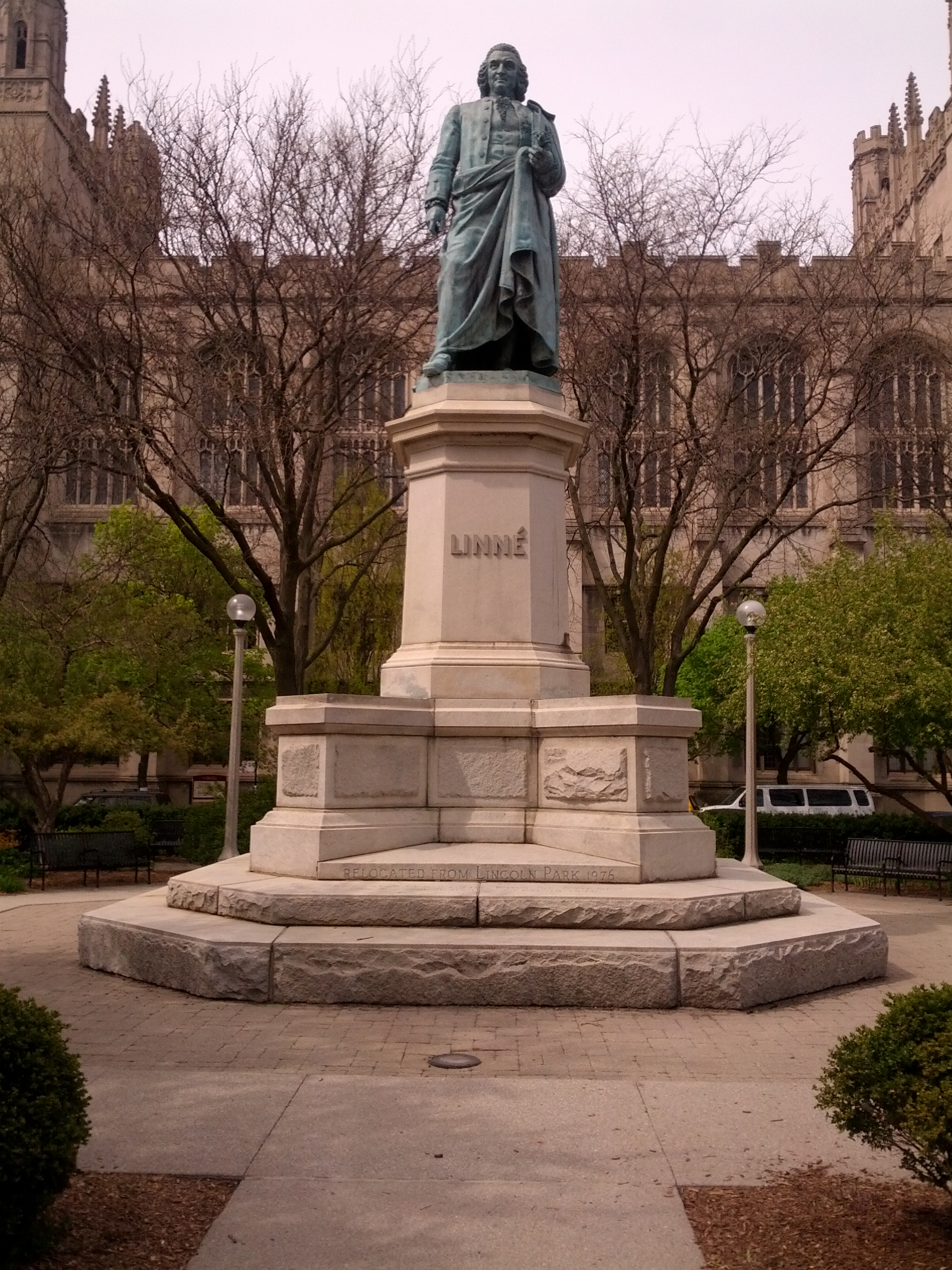
Replikan i Chicago.

En replik av statyn avtäcktes i Lincoln Park i Chicago 1891 efter insamlingar av det svenska samfundet i staden. Reproduktionen utfördes av Carl Johan Dyfverman, som varit elev hos Kjellberg och troligen själv utfört relieferna och två av postamentets figurer på originalstatyn.. Statyn flyttades 1976 till Hyde Park i närheten av University of Chicago.